# Meschyritsch (Tscherkassy)
Meschyritsch (ukrainisch Межиріч; russisch Межирич Meschiritsch) ist ein Dorf in der ukrainischen Oblast Tscherkassy mit etwa 700 Einwohnern. Im Dorf befindet sich ein paläolithischer Fundort.

## Geographie
Meschyritsch liegt an der Regionalstraße P–10 22 km südlich vom ehemaligen Rajonzentrum Kaniw an der Mündung der Rossawa in den Ros.
Am 12. Juni 2020 wurde die Stadt zum Zentrum der neugegründeten Stadtgemeinde Kaniw, bis dahin bildete es zusammen mit den Dörfern Babytschi (Бабичі) und Luka (Лука) die gleichnamige Landratsgemeinde Meschyritsch (Межиріцька сільська рада/Meschyrizka silska rada) im Südosten des Rajons Kaniw.
Am 17. Juli 2020 kam es im Zuge einer großen Rajonsreform zum Anschluss des Rajonsgebietes an den Rajon Tscherkassy.

## Paläolithischer Fundort

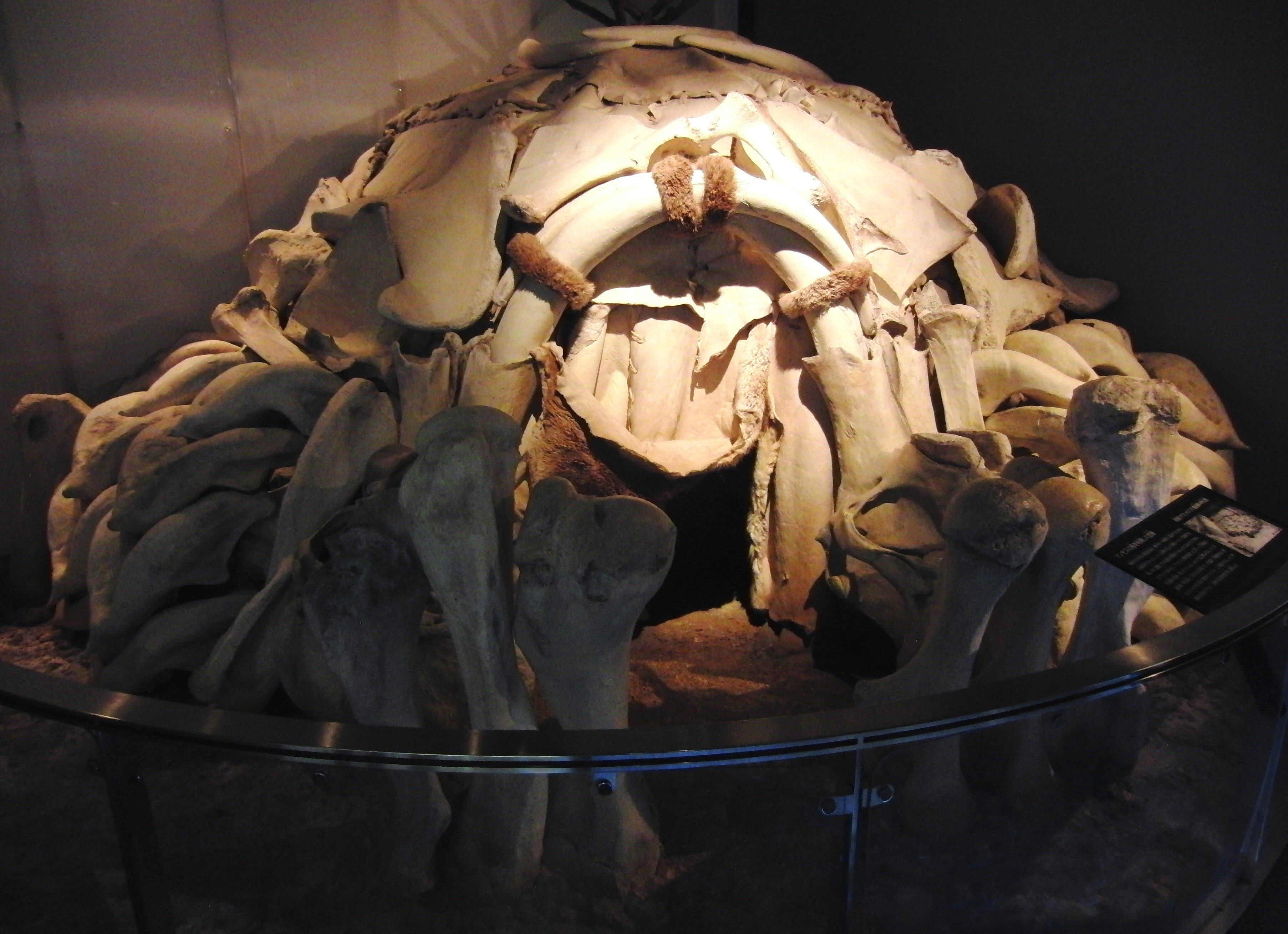
Meschyritsch

Der paläolithische Fundort wird etwa auf 13.000 v. Chr. datiert.
Auf dem Lagerplatz der Jäger und Sammler wurden aus Mammutknochen 5 Rundhütten mit Durchmessern von 4 bis 7 Metern errichtet. Die Hütten bedeckten Flächen von 8 bis 24 m². Die Basis einer Hütte bestand aus Unterkiefern, die einer anderen überwiegend aus langen Röhrenknochen. Den Oberbau bildeten sorgfältig ineinandergesteckte Knochen und den oberen Abschluss zusammengefügte Stoßzähne. Der Rundbau wurde wahrscheinlich mit Fellen und Grassoden bedeckt.
Pro Hütte wurden zwischen 150 und 650 Knochen verbaut; insgesamt 109 Unterkiefer, 97 Schädel, 92 Stoßzähne sowie einige hundert Großknochen. Die größte Hütte bestand aus 20 Tonnen Knochen, darunter 95 Unterkiefer, 46 Schädel und 40 Stoßzähnen. Ein Schädel wiegt etwa 100 kg und ein Stoßzahn kann 200 kg schwer sein. In verschiedenen Hütten fand man die Knochen desselben Individuums. Vermutlich stammten sie von einem natürlichen Mammutfriedhof in der Umgebung.
Es wird angenommen, dass sich auf dem Wohnplatz gleichzeitig 30–60 Menschen aufhielten. Jede Hütte besaß einen Herd. Auch außerhalb der Behausungen befanden sich Feuerstellen und Arbeitsplätze zur Herstellung von Feuerstein- und Knochengeräten sowie Vorratsgruben.
In einer Hütte wurde ein mit rotem Ocker bemalter Mammutschädel entdeckt. Vielleicht diente er, wie auch Funde aus Mesyn zeigen, als Trommel (Musikinstrument). Eine Gravierung auf einem Stück Mammut-Elfenbein könnte die Hütten des Wohnplatzes darstellen und dann die älteste bekannte Landkarte sein. Jüngere, als Karten gedeutete Darstellungen befinden sich im Val Camonica.